# Manuel da Costa
Manuel Marouane da Costa Trindade Senoussi (Saint-Max, Francia, 6 de mayo de 1986) es un futbolista luso-marroquí que juega de defensa en el F91 Dudelange.

## Selección nacional
De padre portugués y madre marroquí, Manuel da Costa ha sido internacional con la selección de fútbol de Portugal en la categoría sub-21 en 22 ocasiones. En 2014, fue convocado por Marruecos a nivel absoluto. Debutó con los Leones del Atlas el 23 de mayo de ese año, en un amistoso ganado por 4-0 contra Mozambique.
Fue seleccionado marroquí para la Copa Mundial de Fútbol de 2018.

## Clubes
| Club                      | País           | Año       |
| ------------------------- | -------------- | --------- |
| A. S. Nancy-Lorraine      | Francia        | 2004-2006 |
| PSV Eindhoven             | Países Bajos   | 2006-2008 |
| ACF Fiorentina            | Italia         | 2008-2009 |
| U. C. Sampdoria           | Italia         | 2009      |
| West Ham United F. C.     | Inglaterra     | 2009-2011 |
| F. C. Lokomotiv Moscú     | Rusia          | 2011-2013 |
| C. D. Nacional (cesión)   | Portugal       | 2012-2013 |
| Sivasspor                 | Turquía        | 2013-2015 |
| Olympiacos F. C.          | Grecia         | 2015-2017 |
| Estambul Başakşehir F. K. | Turquía        | 2017-2019 |
| Al-Ittihad                | Arabia Saudita | 2019-2020 |
| Trabzonspor               | Turquía        | 2020      |
| S. C. Chabab Mohammédia   | Marruecos      | 2020-2021 |
| BB Erzurumspor            | Turquía        | 2021      |
| Waasland-Beveren          | Bélgica        | 2022      |
| F91 Dudelange             | Luxemburgo     | 2022-     |

## Palmarés

### Campeonatos nacionales
| Título              | Club             | País    | Año     |
| ------------------- | ---------------- | ------- | ------- |
| Superliga de Grecia | Olympiacos F. C. | Grecia  | 2015-16 |
| Superliga de Grecia | Olympiacos F. C. | Grecia  | 2016-17 |
| Copa de Turquía     | Trabzonspor      | Turquía | 2019-20 |